# カウンターアクション
『カウンターアクション』は、日本のロックバンド・go!go!vanillasが2015年9月16日にGetting Betterから発売した、2枚目のシングルである。

## 概要
前作から約5ヶ月ぶりのシングル。柳沢進太郎（ギター）加入後初となるリリースである。
通常盤と5555枚限定完全限定生産盤の2形態でリリースされた。初回限定盤付属DVDには、2015年7月15日に開催された緊急ワンマンライブ『HIGH!HIGH!』の模様が収録された。
2015年7月15日に今作のリリースが発表された。7月24日には、今作のアートワークと完全限定生産盤付属特典の詳細が発表された。
8月20日に表題曲「カウンターアクション」の音源がTOKYO FM系SCHOOL OF LOCK!にて初解禁された。
9月1日に表題曲「カウンターアクション」のミュージックビデオが公開された。
今作を引っ提げて、『COUNTER ACTION TOUR 2015』が開催された。

## 収録内容

### CD
| 全編曲: go!go!vanillas。 |                          |                            |                    |       |
| #                        | タイトル                 | 作詞                       | 作曲               | 時間  |
| 1.                       | 「カウンターアクション」 | 牧達弥                     | 牧達弥             | 04:30 |
| 2.                       | 「デッドマンズチェイス」 | 長谷川プリティ敬祐、牧達弥 | 長谷川プリティ敬祐 | 02:48 |
| 3.                       | 「もうひとつの土曜日」   | 浜田省吾                   | 浜田省吾           | 05:44 |
| 合計時間:                | 合計時間:                | 合計時間:                  | 合計時間:          | 13:02 |

### 完全限定生産盤付属DVD
| #         | タイトル                       | 作詞  | 作曲・編曲 | 時間  |
| --------- | ------------------------------ | ----- | ---------- | ----- |
| 1.        | 「アクロス ザ ユニバーシティ」 |       |            | 03:00 |
| 2.        | 「サマータイムブルー」         |       |            | 02:40 |
| 3.        | 「トワイライト」               |       |            | 05:30 |
| 4.        | 「マジック」                   |       |            | 03:52 |
| 5.        | 「バイリンガール」             |       |            | 05:01 |
| 合計時間: | 合計時間:                      | 20:03 |            |       |

## 楽曲解説

### CD
1. カウンターアクション
  - 今作の表題曲。
  - アルバム「Kameleon Lights」「DREAMS - goodies」に収録されている。
  - バンドをしていて感じるイラだちや不安を歌った曲[10]。
2. デッドマンズチェイス
  - 長谷川プリティ敬祐、牧達弥作詞・長谷川プリティ敬祐作曲。牧とプリティのツインボーカル曲。プリティの歌唱パートはプリティが作詞を手掛け、牧の歌唱パートは牧が作詞を手掛けている[11]。
  - アルバム「Kameleon Lights」にはこの曲のアレンジバージョンが収録されている[12]。アルバム「DREAMS - gift」には別のアレンジバージョンが収録されている。
  - 近年ではオリジナルのバージョンがライブで披露されることは無い[12]。
3. もうひとつの土曜日
  - 浜田省吾の楽曲のカバー。

## 収録映像解説

### 完全限定生産盤付属DVD
「HIGH!HIGH!」
新メンバー柳沢進太郎（ギター）の加入ライブ。2015年7月15日に下北沢SHELTERにて開催された。
1. アクロス ザ ユニバーシティ
2. サマータイムブルー
3. トワイライト
4. マジック
5. バイリンガール

## 参加ミュージシャン
go!go!vanillas
- 牧達弥（ボーカル・ギター）
- 柳沢進太郎（ギター・ボーカル）
- 長谷川プリティ敬祐（ベース）
- ジェットセイヤ（ドラムス）

## ライブ映像作品
カウンターアクション
- Kameleon Lights（完全限定生産盤）
- THE WORLD（完全限定生産盤）
- 1st LIVE FILM -AMAZING BUDOKAN 2020-
- 青いの。（完全限定生産盤）
- LIVE FILM -My Favorite Things-
- LIVE FILM「東京 Lab. ストーリー」2024.11.10 両国国技館

デッドマンズチェイス
- おはようカルチャー（完全限定生産盤）
- THE WORLD（完全限定生産盤）
- 1st LIVE FILM -AMAZING BUDOKAN 2020-
- 青いの。（完全限定生産盤）
- LIVE FILM「東京 Lab. ストーリー」2024.11.10 両国国技館
- SCARY MONSTERS EP

## カバー
- THE BAWDIES - 2016年発売のgo!go!vanillasとのスプリットシングル「Rockin' Zombies」の期間限定生産盤に、表題曲「カウンターアクション」を英語でカバーした楽曲「COUNTER ACTION」が収録されている[15]。